# Ehud Hrushovski
Ehud Hrushovski (hebräisch אהוד הרושובסקי; * 1959) ist ein israelischer Mathematiker, der sich mit mathematischer Logik (Modelltheorie) beschäftigt.

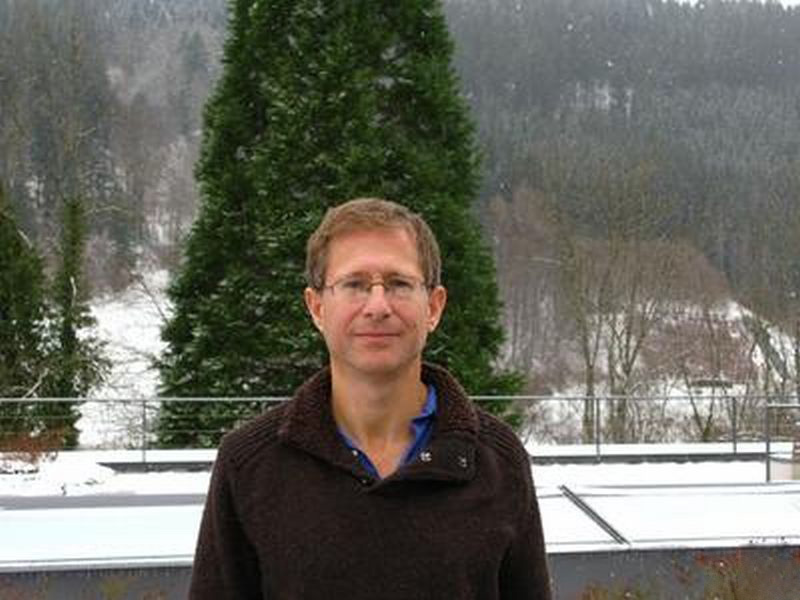
Ehud Hrushovski, Oberwolfach 2010

Hrushovskis Vater Benjamin Harshav war Literaturprofessor an der Yale University und der Universität Tel Aviv. Hrushovski promovierte 1986 bei Leo Harrington an der University of California, Berkeley (Contributions to stable model theory). Er war Professor an der Harvard University und ist zurzeit Professor an der Hebräischen Universität in Jerusalem. Er war unter anderem Gastprofessor an der Yale University.
Hrushovski beschäftigt sich mit Modelltheorie und ihren Anwendungen in Geometrie und Zahlentheorie (Geometrische Modelltheorie). Mit Boris Zilber führte er Zariski-Geometrien ein. Er bewies die Mordell-Lang-Vermutung für Funktionenkörper in beliebiger Charakteristik. Die Vermutung (benannt nach Serge Lang und Louis Mordell) verallgemeinert die Mordell-Vermutung und die Manin-Mumford-Vermutung und macht Endlichkeitsaussagen über den Schnitt einer Untervarietät einer semi-abelschen Varietät mit einer Untergruppe endlichen Rangs.
Er war Gastredner auf dem Internationalen Mathematikerkongress (ICM) 1990 in Kyoto (Categorical structures) und hielt auf dem ICM 1998 in Berlin einen Plenarvortrag (Geometric Model Theory). Er ist seit 2007 Mitglied der American Academy of Arts and Sciences, seit 2008 der israelischen Akademie der Wissenschaften, seit 2018 der Academia Europaea und seit 2020 der Royal Society.
1990 erhielt Hrushovski von der Alfred P. Sloan Foundation ein Forschungsstipendium (Sloan Research Fellowship). Er erhielt zweimal den Karp-Preis, 1998 für Arbeiten zur Mordell-Lang-Vermutung, 1993 für Beiträge zur geometrischen Stabilitätstheorie. 1994 erhielt er den Erdős-Preis der israelischen mathematischen Gesellschaft. Für 2019 wurde Hrushovski der Heinz-Hopf-Preis zugesprochen, für 2021 der Pólya-Preis der London Mathematical Society. 2022 wurde er mit dem Shaw Prize in Mathematik ausgezeichnet.